# Конка (річка, Херсонська область)
Ко́нка (крим. Şılqı Su) — лівий рукав Дніпра у його нижній течії в Херсонській області України.

## Опис

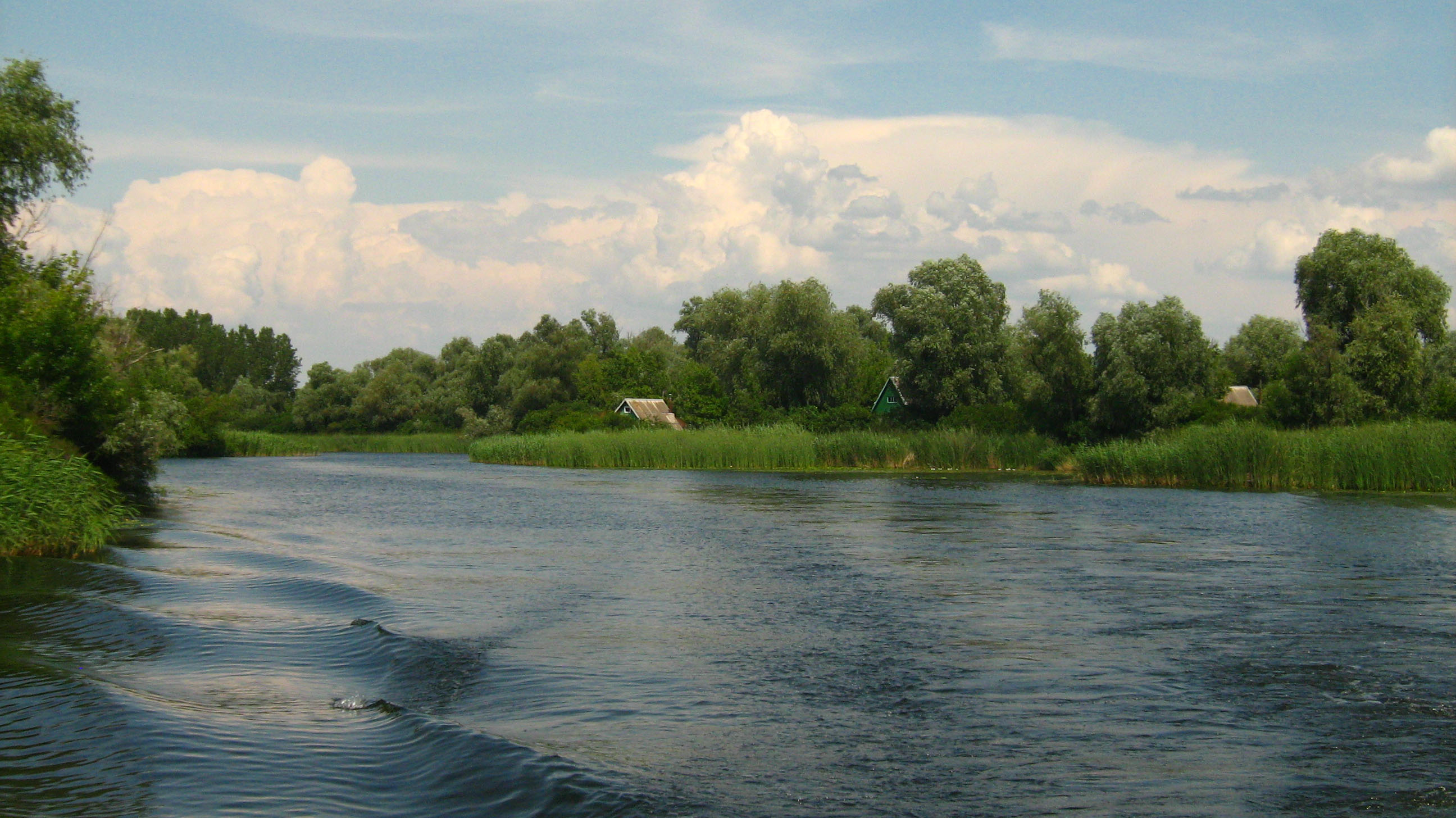
Конка біля Голої Пристані

Протікає в плавнях у межах Олешківського та Голопристанського районів Херсонської області. Витік із Дніпра розташований навпроти селища Придніпровське Білозерського району. Неподалік впадання до Дніпровського лиману на Конці розташовані острови Гапський та Круглий. Останній ділить річище на Стару Конку та Нову Конку.
Від міста Олешки до впадіння у Дніпровський лиман Конка судноплавна. Через протоку неподалік села Білогрудове річка зливається з річищем Старого Дніпра, завдяки чому здійснюється зручне водне сполучення між Голою Пристанню та Херсоном (18 км).

## Населені пункти (за течією)
- Олешки
- Білогрудове
- Гола Пристань

## Озера та лимани (за течією)
- озеро Вчорашнє
- лиман Голубий
- озеро Кругле
- озеро Нижньосолонецьке
- затока Збур'ївський Кут
- озеро Красникове
- озеро Гапка.

## Легенди та припущення
Існує припущення, що річка Конка є частиною древньої водної системи Геррос — Гіпакіріс, описаної Геродотом у V ст. до н. е. В роботі «Геррос Геродота» Юрій Безух (лікар, краєзнавець, член Національної Спілки журналістів України, Конгресу Літераторів України та Російського філософського товариства) стверджує: «Ми ж можемо з певністю сказати, що Каланчак — Конка це і є Геррос, а балка Великі Сірогози — Чаплі з численними притоками і є Гіпакіріс, який впадав в Каркінітську затоку Чорного моря в часи Геродота».